# يو إس روبوتيكس
شركة يو إس روبوتيكس كوربوراشيون ، (بالإنجليزية: U.S. Robotics Corporation)‏ والمعروفة اختصارا باسم يو إس آر (USR)، هي شركة تنتج أجهزة المودم للحاسبات والمنتجات ذات الصلة. كان تعمل في بداياتها في تسويق نأنظمة لوح البيانات. وخلال التسعينات أصبحت علامة تجارية استهلاكية رئيسية من خلال منتجها المعروف سبورتستر (Sportster). وحظيت الشركة حينها بسمعة عالية وجودة مع دعم لأحدث معايير الاتصالات كلما ظهرت، ولا سيما في منتجها (V.Everything)، الذي صدر في عام 1996.
في أوائل القرن ال 21، ومع انخفاض استخدام المودم التناظري أو فويسباند مودم في أمريكا الشمالية، بدأت يو إس آر تتفرع إلى أسواق جديدة. واشترت شركة بالم (Palm, Inc) ومنتجها المساعد الرقمي الشخصي بالم بايلوت (PalmPilot)، ولكن بعد فترة وجيزة، تم شراؤها من قبل ثري كوم. وتخلت عنها شركة ثري كوم الولايات المتحدة مرة أخرى في عام 2000 بعدما احتفظت بشركة بالم، وعادت يو إس آر إلى سوق المودم الذي أصبح أصغر بكثير. بعد عام 2004، عرفت الشركة رسميا باسم (USR). وهي واحدة من الشركات القليلة التي تركت سوق المودم، وتوظف الآن حوالي 125 شخصا في جميع أنحاء العالم.

## روابط خارجية
- الموقع الرسمي لشركة يو إس روبوتيكس
- Corporate press kit that discusses origin of company name (pdf)
- - بيانات النشاط التجاري لـ U.S. Robotics Corporation: مالية جوجل
  -  ياهو! المالية